# شهرستان المنیره
ناحیهٔ المنیرة (به عربی: مدیریة المنیرة) یک ناحیه در یمن است که در استان حدیده واقع شده‌است.

## خصوصیات
ناحیهٔ المنیرة ۳۷٬۱۸۳ نفر جمعیت دارد.